# 塩澤昌貞

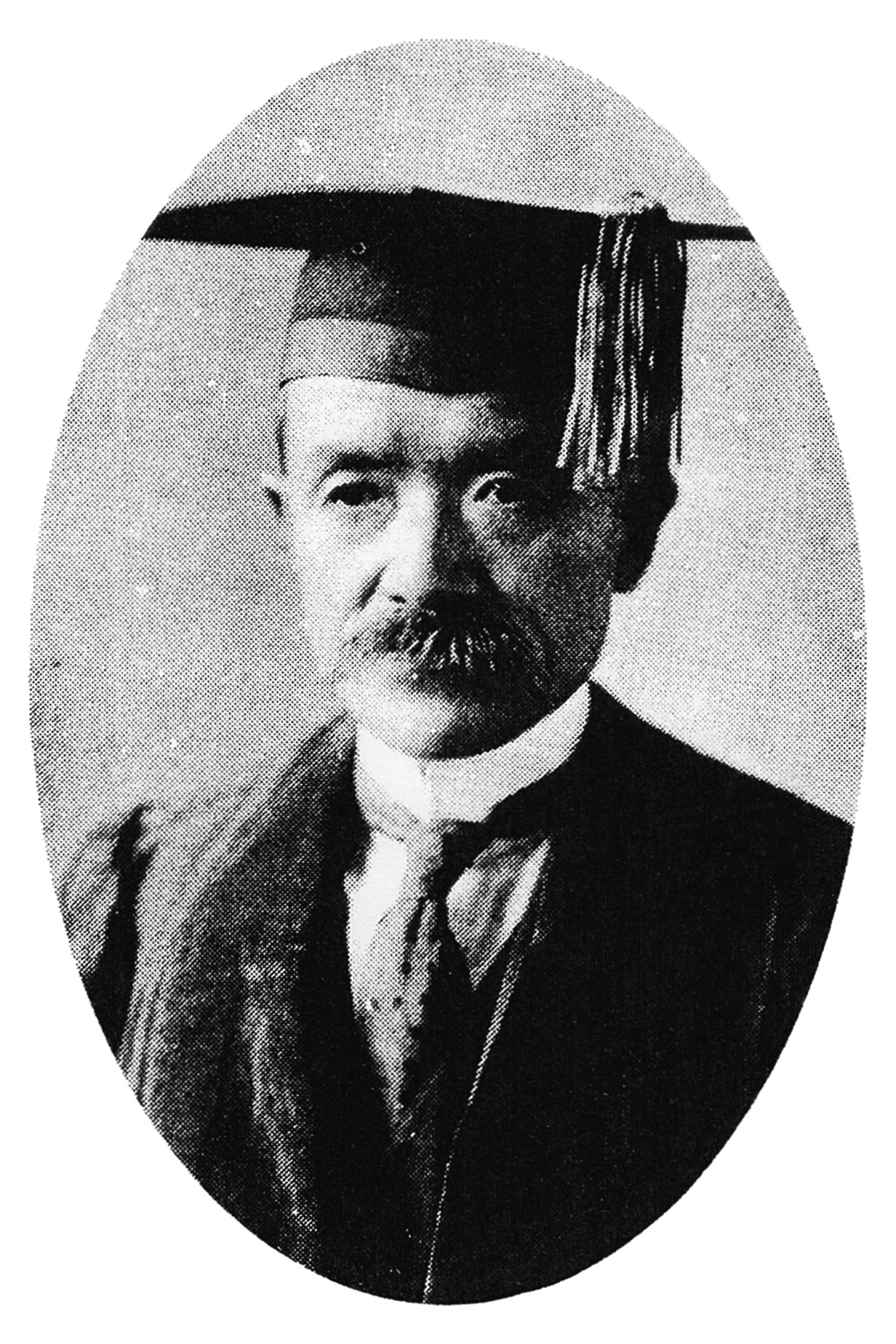
塩澤昌貞

塩澤 昌貞（しおざわ まささだ、1870年11月14日（明治3年10月20日） - 1945年（昭和20年）7月7日）は、茨城県水戸出身の経済学者、法学博士、早稲田大学第4代学長、第2代総長。

## 略歴
- 1870年 - 士族関昌恒の次男として水戸市下荒神町に生まれ、後に士族塩澤元孝の養子となる[1]。栗田寛の私塾に学ぶ。その後、東京に遊学し、東京英語学校（日本中学）などを経て、
- 1891年 - 東京専門学校（のちの早稲田大学）英語政治科を首席で卒業。大隈綾子夫人が贈る記念品を受領した。語学堪能。
- 1896年 - ウィスコンシン大学大学院でリチャード・T・イーリー（en:Richard T. Ely）教授に経済学を学んでドクター・オヴ・フィロソフィーの学位取得（1900年）、その後1年間ジェーン・アダムスのハルハウスに滞在、ドイツのハレ大学ではヨハネス・コンラート(en:Johannes Conrad)教授、ベルリン大学ではアドルフ・ワーグナー (経済学者)とグスタフ・フォン・シュモラーに学んだ[2]（1902年まで）。帰国後、教授となる。
- 1909年 - 法学博士。
- 1911年 - 早大政治経済科長。
- 1921年 - 第4代学長（1923年まで）。
- 1923年 - 第2代総長。
- 1934年 - 帝国学士院会員。
- 1943年 - 名誉教授となる。
- 1945年 - 静養先の静岡県伊東町で死去。74歳。墓所は染井霊園。

## 著書

### 単著
- 『国民経済学原論』広文堂書店、1923年4月。NDLJP:971297。
- 『思想問題』陸軍東京実業講習会、1924年10月。
- 新日本同盟編 編『欧州社会運動の新傾向』新日本同盟〈新日本同盟パンフレット 4〉、1925年10月。
- 『国民主義と国際主義』教化団体聯合会〈教化資料 第44輯〉、1926年4月。NDLJP:986575。
- 『国民経済学原論』早高堂書店、1926年4月。NDLJP:971298。
- 『現代社会経済思潮に就て』日本工業倶楽部内経済研究会〈経済研究叢書 2輯〉、1928年。

### 翻訳・校訂
- イーリー 著、家永豊吉・塩澤昌貞 訳『米国州市租税論』東京専門学校、1893年6月。NDLJP:800187。
- イーリー 著、家永豊吉・塩澤昌貞 訳『威氏租税論』丸善、1894年5月。NDLJP:799977。
- ケブナー 著、塩澤昌貞 訳『植民政策』大日本文明協会事務所、1913年7月。NDLJP:949657。
- コスモス 著、煙山専太郎 訳『永続すべき平和の基礎』塩澤昌貞校訂、早稲田大学出版部、1917年11月。NDLJP:776573。

## 論文
- 「経済ト倫理トノ関係ニ就テ」『経済学商業学国民経済雑誌』第14巻第2号、神戸高等商業学校、1913年2月、177-192頁、NAID 120002559953。

## ボート競技
早稲田大学時代にボート競技に取り組んだことが縁で、晩年、日本漕艇協会会長に就任した。1940年（昭和15年）戸田漕艇場オープン時のデモンストレーションでは、会長として70歳台艇に乗り込み舵手を務めた。